# Jan Otwinowski
Jan Otwinowski herbu Trąby – podwojewodzi biecki w 1589 roku, komornik graniczny biecki.